# Vượn cáo
Vượn cáo là một nhánh động vật linh trưởng mũi ướt đặc hữu của Madagascar. Tổng cộng có 100 loài còn tồn tại.
Các loài vượn cáo có trọng lượng từ 30 g (1,1 oz) đến 9 kg (20 lb). Phần lớn chúng ăn nhiều loại quả và lá còn một số loài chỉ chuyên ăn một loại thức ăn.

## Bảo tồn
Vượn cáo bị đe dọa bởi một loạt các vấn đề môi trường, bao gồm phá rừng, săn bắn thịt rừng, bắt sống để buôn bán thú cưng kỳ lạ, và biến đổi khí hậu. Tất cả các loài được liệt kê bởi CITES trên Phụ lục I, nghiêm cấm buôn bán mẫu vật hoặc các bộ phận, ngoại trừ cho các mục đích khoa học. Tính đến năm 2005, Liên minh Quốc tế Bảo tồn Thiên nhiên và Tài nguyên Thiên nhiên (IUCN) đã liệt kê 16% tất cả các loài vượn cáo đang bị đe dọa nghiêm trọng, 23% là nguy cơ tuyệt chủng, 25% là dễ bị tổn thương, 28% là "thiếu dữ liệu" và chỉ 8% như ít nhất quan tâm. Trong năm năm tiếp theo, ít nhất 28 loài mới được xác định, không có loài nào được đánh giá tình trạng bảo tồn của chúng. Nhiều người có thể bị coi là bị đe dọa vì các loài vượn cáo mới được mô tả gần đây thường bị giới hạn ở các khu vực nhỏ. Với tốc độ hủy hoại môi trường sống liên tục, các loài chưa được khám phá có thể bị tuyệt chủng trước khi được xác định. Kể từ khi con người xuất hiện trên đảo khoảng 2000 năm trước, tất cả các loài động vật có xương sống Malagasy đặc hữu trên 10 kg (22 lb) đã biến mất, bao gồm 17 loài, 8 chi và 3 họ vượn cáo. Các Ủy ban Sinh tồn Loài IUCN (IUCN / SSC), Hiệp hội Nguyên sinh Quốc tế (IPS) và Tổ chức Bảo tồn Quốc tế (CI) đã bao gồm năm con vượn cáo trong " 25 loài linh trưởng nguy cấp nhất " hai năm một lần của chúng. Danh sách 2008222 bao gồm vượn cáo tre lớn hơn, vượn cáo đầu xám (Eulemur cinereiceps), vượn cáo mắt xanh (Eulemur flavifrons), vượn cáo thể thao phía bắc (Lepilemur septentrionalis). Năm 2012, một đánh giá của Nhóm Chuyên gia Linh trưởng của Liên minh Quốc tế Bảo tồn Thiên nhiên và Tài nguyên Thiên nhiên (IUCN) kết luận rằng 90% trong số 103 loài vượn cáo được mô tả nên bị liệt vào danh sách đe dọa trong Danh sách đỏ của IUCN, khiến loài vượn cáo có nguy cơ tuyệt chủng cao nhất. IUCN nhắc lại mối quan tâm của mình vào năm 2013, lưu ý rằng 90% tất cả các loài vượn cáo có thể bị tuyệt chủng trong vòng 20 đến 25 năm trừ khi kế hoạch bảo tồn 3 năm trị giá 7 triệu USD nhằm giúp cộng đồng địa phương có thể được thực hiện.
Madagascar là một trong những quốc gia nghèo nhất thế giới, với tỷ lệ tăng dân số cao 2,5% mỗi năm và gần 70% dân số sống trong nghèo đói. Đất nước cũng chịu gánh nặng nợ nần và nguồn lực hạn chế. Những vấn đề kinh tế xã hội này có những nỗ lực bảo tồn phức tạp, mặc dù đảo Madagascar đã được IUCN / SSC công nhận là khu vực linh trưởng quan trọng trong hơn 20 năm. Do diện tích đất tương đối nhỏ của nó, 587,045 km 2 (226,659 sq mi) Được cung cấp cho các khu vực đa dạng sinh học ưu tiên cao khác và mức độ đặc hữu cao, đất nước này được coi là một trong những điểm nóng đa dạng sinh học quan trọng nhất thế giới, với việc bảo tồn vượn cáo là ưu tiên cao. Mặc dù nhấn mạnh thêm vào bảo tồn, không có dấu hiệu cho thấy sự tuyệt chủng bắt đầu với sự xuất hiện của con người đã chấm dứt.

### Đe dọa trong tự nhiên
Mối quan tâm lớn nhất đối với quần thể vượn cáo là sự hủy hoại và suy thoái môi trường sống. Phá rừng có hình thức sử dụng tự cung tự cấp địa phương, chẳng hạn như dấu gạch chéo và ghi nông nghiệp (gọi tắt là tavy trong Malagasy), việc tạo ra các đồng cỏ cho gia súc thông qua việc đốt, và thu thập hợp pháp và bất hợp pháp của gỗ củi hoặc than sản xuất; khai thác thương mại; và khai thác gỗ bất hợp pháp của quý gỗ cứng cho thị trường nước ngoài. Sau nhiều thế kỷ sử dụng không bền vững, cũng như sự tàn phá rừng leo thang nhanh chóng kể từ năm 1950, [136]dưới 60.000 km 2 (23.000 dặm vuông) hoặc 10% diện tích đất của Madagascar vẫn còn rừng. Chỉ có 17.000 km 2 (6.600 dặm vuông) hoặc 3% diện tích đất liền của đảo được bảo vệ và do điều kiện kinh tế tồi tệ và bất ổn chính trị, hầu hết các khu vực được bảo vệ được quản lý và bảo vệ không hiệu quả. Một số khu vực được bảo vệ được đặt sang một bên vì chúng được bảo vệ tự nhiên bởi vị trí xa xôi, hẻo lánh của chúng, thường nằm trên những vách đá dựng đứng. Các khu vực khác, như rừng khô và rừng gai ở phía tây và nam, nhận được rất ít sự bảo vệ và có nguy cơ bị phá hủy nghiêm trọng.
Một số loài có thể có nguy cơ tuyệt chủng ngay cả khi không phá rừng hoàn toàn, chẳng hạn như vượn cáo xù lông, rất nhạy cảm với sự xáo trộn môi trường sống. Nếu cây ăn quả lớn bị loại bỏ, rừng có thể duy trì ít cá thể của một loài và thành công sinh sản của chúng có thể bị ảnh hưởng trong nhiều năm. Các quần thể nhỏ có thể tồn tại trong các mảnh rừng bị cô lập trong 20 đến 40 năm do thời gian thế hệ dài, nhưng về lâu dài, các quần thể đó có thể không tồn tại được. Các quần thể nhỏ, biệt lập cũng có nguy cơ tuyệt chủng do thiên tai và dịch bệnh (epizootics). Hai bệnh gây tử vong cho vượn cáo và có thể ảnh hưởng nghiêm trọng đến quần thể vượn cáo bị cô lập là bệnh toxoplasmosis, lây lan bởi mèo hoang và virut herpes simplex do con người mang theo.
Biến đổi khí hậu và thiên tai liên quan đến thời tiết cũng đe dọa sự sống còn của vượn cáo. Trong 1000 năm qua, các khu vực phía tây và cao nguyên đã phát triển khô hơn đáng kể, nhưng trong vài thập kỷ qua, hạn hán nghiêm trọng đã trở nên thường xuyên hơn nhiều. Có nhiều dấu hiệu cho thấy nạn phá rừng và phân mảnh rừng đang đẩy nhanh quá trình hút ẩm dần dần này. Ảnh hưởng của hạn hán thậm chí còn được cảm nhận trong các khu rừng mưa nhiệt đới. Khi lượng mưa hàng năm giảm, những cây lớn hơn tạo nên tán cây caochịu tỷ lệ tử vong tăng, thất bại đối với trái cây và giảm sản xuất lá mới, điều mà vượn cáo ưa thích. Lốc xoáy có thể làm rụng lá một khu vực, đánh sập những tán cây và tạo ra lở đất và lũ lụt. Điều này có thể khiến quần thể vượn cáo không có trái hoặc lá cho đến mùa xuân năm sau, đòi hỏi chúng phải tồn tại trong thực phẩm khủng hoảng, chẳng hạn như epiphyte.
Vượn cáo được Malagasy địa phương săn lùng để lấy thức ăn, hoặc để sinh sống tại địa phương hoặc để cung cấp cho một thị trường thịt xa xỉ ở các thành phố lớn. Hầu hết Malagasy ở nông thôn không hiểu "nguy cơ tuyệt chủng" nghĩa là gì, và họ cũng không biết rằng săn vượn là bất hợp pháp hoặc vượn cáo chỉ được tìm thấy ở Madagascar. Nhiều người Malagasy có những điều cấm kỵ, hoặc mờ nhạt, về việc săn bắn và ăn vượn cáo, nhưng điều này không ngăn cản việc săn bắn ở nhiều khu vực. Mặc dù săn bắn là mối đe dọa đối với quần thể vượn cáo trong quá khứ, gần đây nó đã trở thành một mối đe dọa nghiêm trọng hơn khi điều kiện kinh tế xã hội xấu đi. Kinh tế khó khăn đã khiến người dân phải di chuyển khắp đất nước để tìm kiếm việc làm, khiến truyền thống địa phương bị phá vỡ. Hạn hán và nạn đói cũng có thể thư giãn những bóng mờ bảo vệ vượn cáo. Các loài lớn hơn, chẳng hạn như sifakas và vượn cáo xù lông, là mục tiêu phổ biến, nhưng các loài nhỏ hơn cũng bị săn bắn hoặc vô tình bắt được bẫy dành cho con mồi lớn hơn. Các nhóm săn bắn có kinh nghiệm, có tổ chức sử dụng súng, súng cao su và súng ngắn có thể giết chết từ tám đến hai mươi con vượn trong một chuyến đi. Các nhóm săn bắn có tổ chức và bẫy vượn cáo có thể được tìm thấy ở cả khu vực không được bảo vệ và góc xa của khu vực được bảo vệ. Các công viên quốc gia và các khu vực được bảo vệ khác không được bảo vệ đầy đủ bởi các cơ quan thực thi pháp luật. Thông thường, có quá ít kiểm lâm viên trong một khu vực rộng lớn và đôi khi địa hình trong công viên quá gồ ghề để kiểm tra thường xuyên.
Mặc dù không quan trọng bằng nạn phá rừng và săn bắn, một số loài vượn cáo, như vượn cáo và các loài khác đã bị giam giữ thành công, đôi khi được người Malagasy giữ làm thú cưng kỳ lạ. Vượn cáo tre cũng được nuôi làm thú cưng, mặc dù chúng chỉ tồn tại đến hai tháng. Việc bắt sống để buôn bán thú cưng kỳ lạ ở các nước giàu có thường không được coi là mối đe dọa do các quy định nghiêm ngặt kiểm soát xuất khẩu của chúng

### Những hiệu quả của sự bảo tồn
Vượn cáo đã thu hút nhiều sự chú ý đến Madagascar và các loài có nguy cơ tuyệt chủng. Trong khả năng này, chúng đóng vai trò là loài chủ lực, đáng chú ý nhất trong số đó là vượn cáo đuôi chuông, được coi là một biểu tượng của đất nước. Sự hiện diện của vượn cáo trong các công viên quốc gia giúp thúc đẩy du lịch sinh thái, đặc biệt giúp các cộng đồng địa phương sống trong vùng lân cận của các công viên quốc gia, vì nó mang lại cơ hội việc làm và cộng đồng nhận được một nửa phí vào cửa công viên. Trong trường hợp của Vườn quốc gia Ranomafana, cơ hội việc làm và doanh thu khác từ nghiên cứu dài hạn có thể cạnh tranh với du lịch sinh thái.
Bắt đầu từ năm 1927, các chính phủ Malagasy đã tuyên bố tất cả các loài vượn cáo là "bảo vệ" bằng cách thiết lập các khu bảo tồn mà bây giờ được phân loại theo ba loại: vườn quốc gia (Parcs Nationaux), bảo tồn thiên nhiên nghiêm ngặt (dự trữ Naturelles Intégrales), và dự trữ đặc biệt (Réserves Spéciales). Hiện tại có 18 công viên quốc gia, 5 khu bảo tồn thiên nhiên nghiêm ngặt và 22 khu bảo tồn đặc biệt, cũng như một số khu bảo tồn tư nhân nhỏ khác, như Khu bảo tồn Berenty và Khu bảo tồn tư nhân Ste Luce, đều gần Fort Dauphin. Tất cả các khu vực được bảo vệ, ngoại trừ khu bảo tồn tư nhân, chiếm khoảng 3% diện tích đất ở Madagascar và được quản lý bởiCác công viên quốc gia Madagascar, trước đây gọi là l'Association Nationale pour la Gestion des Aires Protégées (ANGAP), cũng như các tổ chức phi chính phủ (NGO) khác, bao gồm Tổ chức bảo tồn quốc tế (CI), Hiệp hội bảo tồn động vật hoang dã (WCS) và Quỹ Quốc tế Bảo vệ Thiên nhiên (WWF). Hầu hết các loài vượn cáo được bao phủ bởi mạng lưới các khu vực được bảo vệ này, và một vài loài có thể được tìm thấy trong nhiều công viên hoặc khu bảo tồn.
Bảo tồn cũng được tạo điều kiện bởi Nhóm hệ Động vật Madagascar (MFG), một hiệp hội gồm gần 40 sở thú và các tổ chức liên quan, bao gồm Trung tâm Duke Lemur, Ủy thác Bảo tồn Động vật hoang dã Durrell và Công viên Động vật học Saint Louis. Tổ chức phi chính phủ quốc tế này hỗ trợ công ty Madagascar Ivoloina của Madagascar, giúp bảo vệ Khu bảo tồn Betampona và các khu vực được bảo vệ khác, đồng thời thúc đẩy nghiên cứu thực địa, chương trình nhân giống, lập kế hoạch bảo tồn và giáo dục trong các sở thú. Một trong những dự án lớn của họ liên quan đến việc phát hành những con vượn cáo lông đen và trắng bị giam cầm, được thiết kế để giúp phục hồi dân số đang suy giảm trong Khu bảo tồn Betampona.
Hành lang môi trường sống là cần thiết để liên kết các khu vực được bảo vệ này để dân số nhỏ không bị cô lập. Vào tháng 9 năm 2003 tại Durban, Nam Phi, cựu tổng thống của Madagascar, Marc Ravalomanana, hứa sẽ tăng gấp ba lần diện tích của các khu vực được bảo vệ của hòn đảo trong năm năm. Điều này được gọi là "Tầm nhìn Durban". Vào tháng 6 năm 2007, Ủy ban Di sản Thế giới đã bao gồm một phần khá lớn các khu rừng nhiệt đới phía đông Madagascar là Di sản Thế giới mới của UNESCO.
Giảm nợ có thể giúp Madagascar bảo vệ đa dạng sinh học. Với cuộc khủng hoảng chính trị năm 2009, nạn khai thác gỗ bất hợp pháp đã sinh sôi nảy nở và hiện đang đe dọa các khu rừng mưa nhiệt đới ở phía đông bắc, bao gồm cả cư dân vượn cáo và du lịch sinh thái mà cộng đồng địa phương dựa vào.
Quần thể vượn cáo bị giam giữ được duy trì tại địa phương và bên ngoài Madagascar ở nhiều sở thú, mặc dù sự đa dạng của các loài bị hạn chế. Sikafas, ví dụ, không sống sót tốt trong điều kiện nuôi nhốt, vì vậy rất ít cơ sở có chúng. Quần thể vượn cáo nuôi nhốt lớn nhất có thể được tìm thấy tại Trung tâm Duke Lemur (DLC), với nhiệm vụ bao gồm nghiên cứu không xâm lấn, bảo tồn (ví dụ như nuôi nhốt) và giáo dục công cộng. Một thuộc địa vượn lớn khác là Khu bảo tồn Lemur Thành phố Myakka do Quỹ Bảo tồn Lemur (LCF) điều hành, cũng là nơi tổ chức nghiên cứu vượn cáo. Ở Madagascar, Công viên Lemurs là một cơ sở tư nhân, miễn phí ở phía tây nam Antananarivotrưng bày vượn cáo cho công chúng đồng thời phục hồi lại những con vượn sinh ra để nuôi sống lại trong tự nhiên.

## Hình ảnh

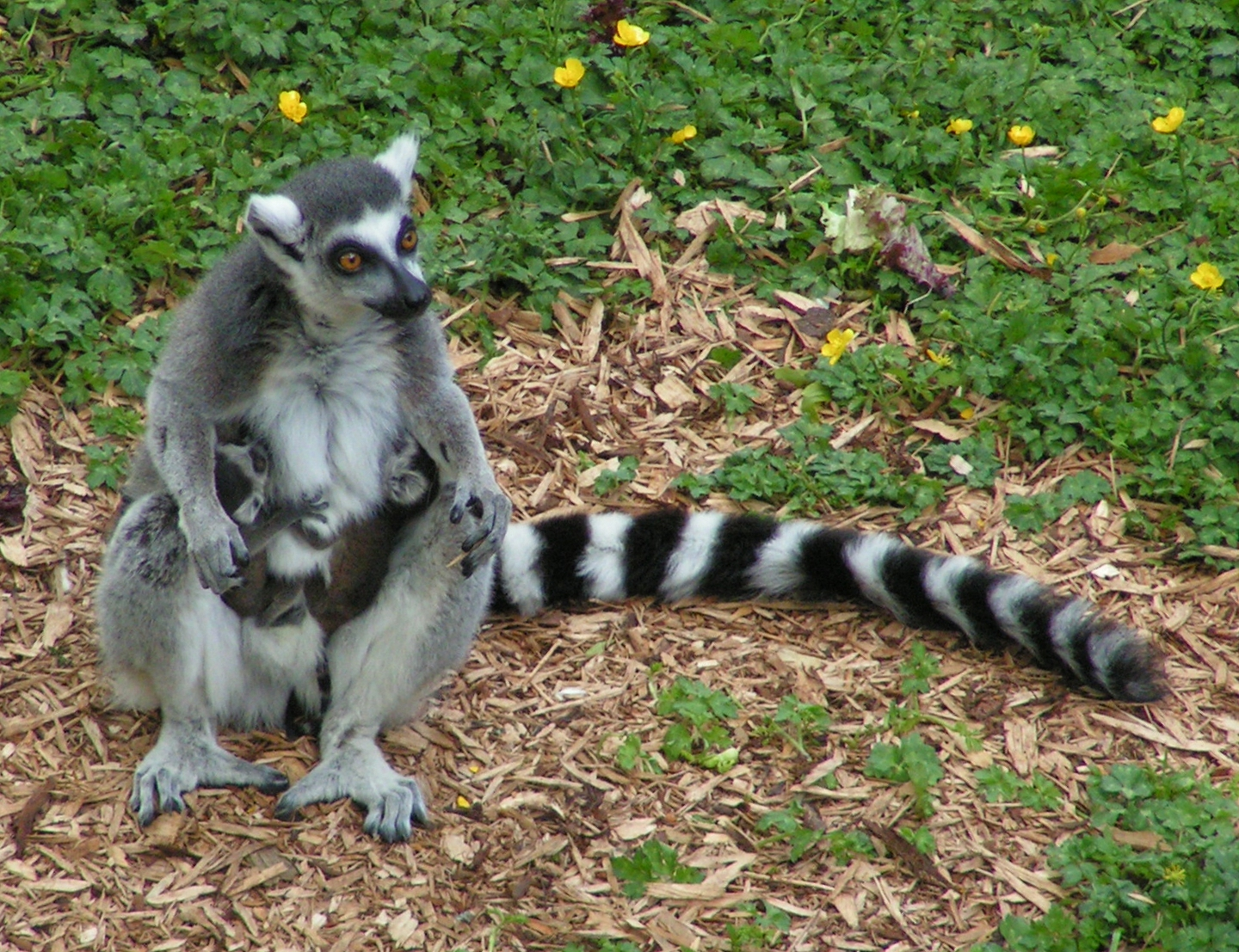
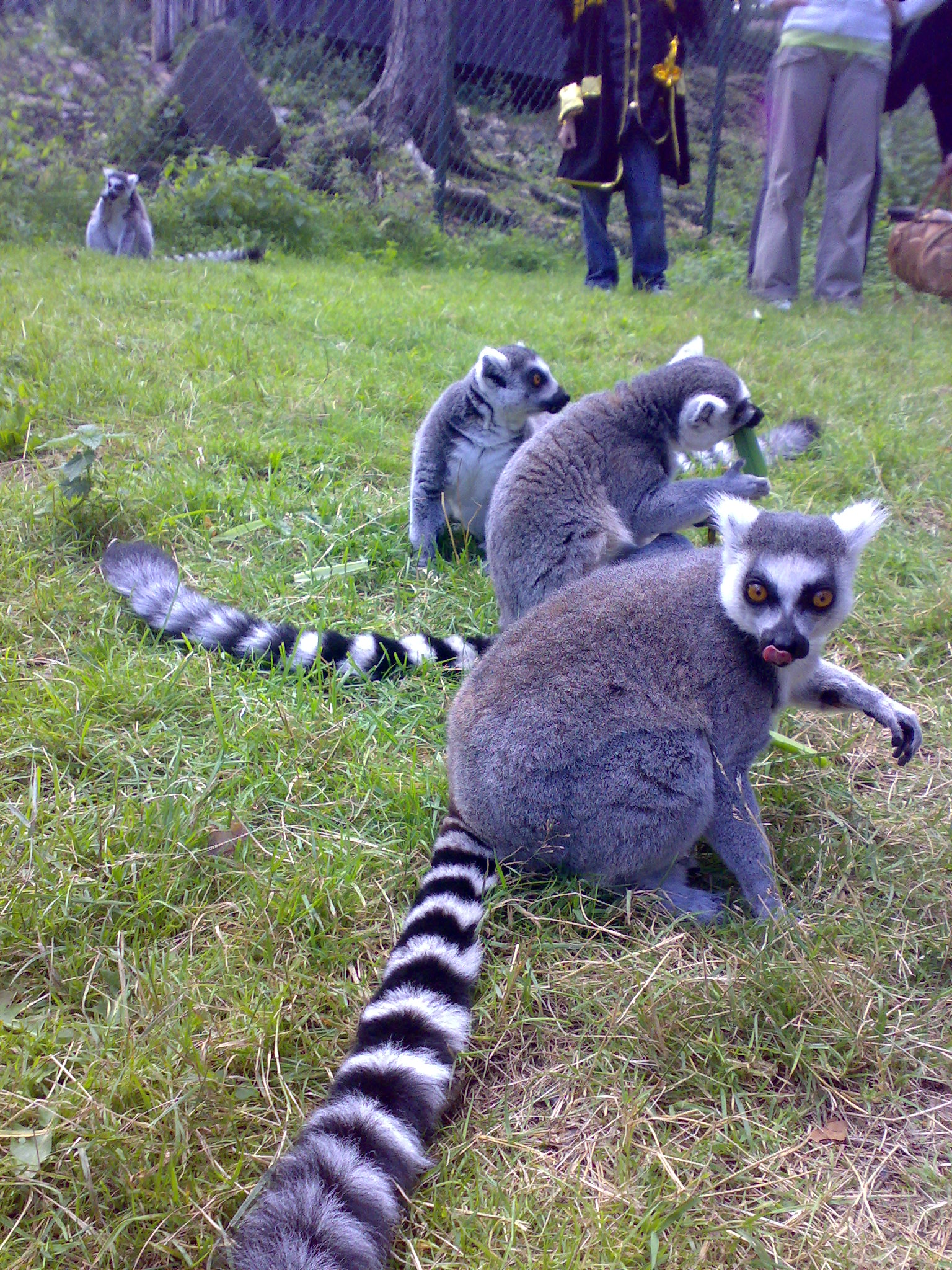
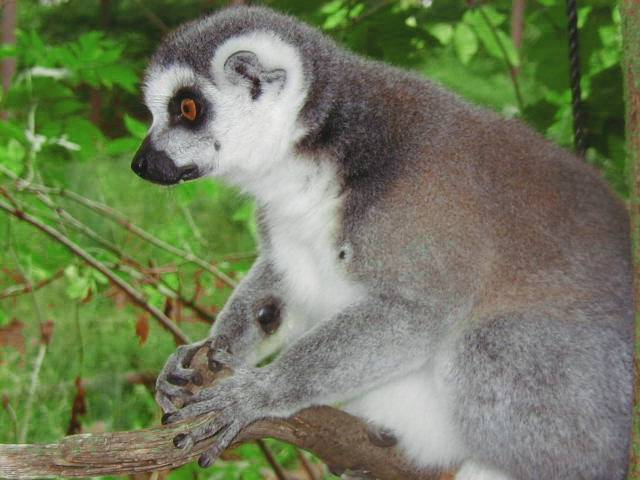
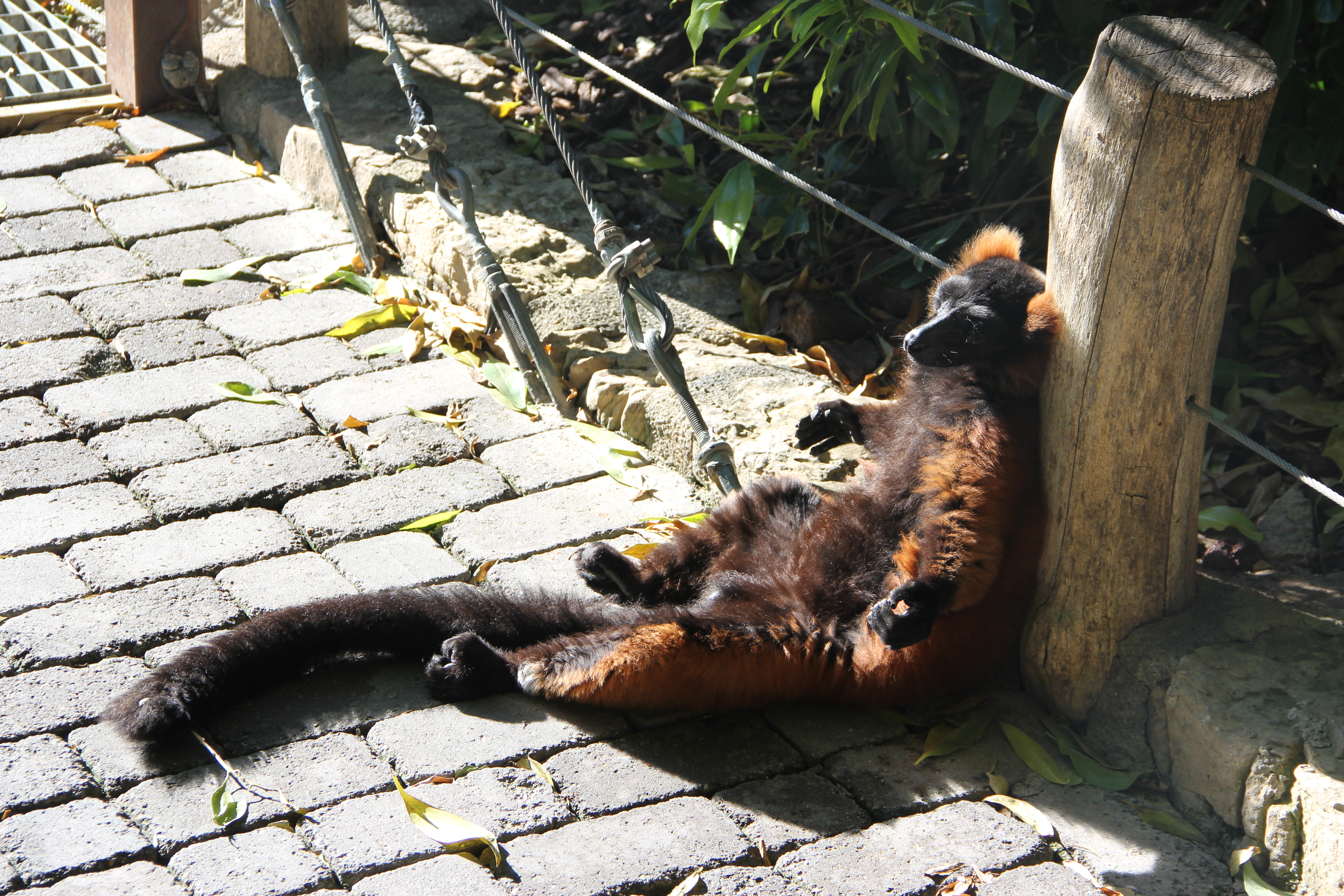